# Cambodia Cycling Academy
Cambodia Cycling Academy — камбоджийская профессиональная шоссейная велокоманда.

## История
Cambodia Cycling Academy («Камбоджийская академия велоспорта») была создана в Камбодже в марте 2020 года по лицензии Камбоджийской федерации велосипедного спорта. Генеральным менеджером команды стал бывший французский велогонщик Патрик Огриньяк, спортивным директором — его соотечествнник Жоффри Вьяла.
Команда участвует в шоссейных континентальных турах UCI.

## Достижения
Первую победу в истории Cambodia Cycling Academy одержал российский велогонщик Роман Майкин. 1 сентября 2020 года он выиграл первый этап многодневки «Тур Сербии», быстрее всех преодолев 175 км между Яхориной и Златибором.

## Состав
В 2020 году в состав команды входят 16 велогонщиков из Камбоджи, России, Франции, США и Монако.
| Имя             | Страна   | Дата рождения    |
| --------------- | -------- | ---------------- |
| Сами Ориньяк    | Франция  | 21 декабря 1992  |
| Антуан Берлин   | Монако   | 2 августа 1989   |
| Паскаль Буске   | Франция  | 13 декабря 1976  |
| Бун Менлеанг    | Камбоджа | 2 декабря 1999   |
| Флориан Дюморье | Франция  | 30 января 1992   |
| Хуот Раксмей    | Камбоджа | 23 октября 1997  |
| Ким Чанту       | Камбоджа | 19 марта 2000    |
| Роман Майкин    | Россия   | 14 августа 1990  |
| Матвей Мамыкин  | Россия   | 31 октября 1994  |
| Барри Миллер    | США      | 5 декабря 1988   |
| Габриэль Мюйер  | Франция  | 4 декабря 1985   |
| Ни Вичитх       | Камбоджа | 10 сентября 1994 |
| Санг Самнанг    | Камбоджа | 1 мая 1985       |
| Ёюн Пхиутх      | Камбоджа | 5 марта 1996     |
| Ёюрн Сейха      | Камбоджа | 20 августа 1998  |
| Николай Журкин  | Россия   | 5 мая 1991       |